# TJR
Thomas Joseph Rozdilsky, plus connu sous le nom TJR, est un disc-jockey et producteur australien né le 15 mars 1983 à Danbury et résidant à Los Angeles depuis 2010.

## Biographie
Hésitant entre une carrière sportive (golf) ou musicale, TJR se décide à devenir DJ en 2004 après avoir assisté à de multiples concerts d'acid house.
Finalement, le style de l'américain sera plus orienté vers l'electro house, et collaborera avec de nombreux artistes du genre : VINAI, GTA ou encore Benji Madden. 
Il sera associé avec Pitbull sur le titre Don't stop The Party, mais qu'en tant que producteur. Ses principaux titres en tant que disc-jockey sont Bounce Generation et How Ya Feelin, sorti sur Spinnin Records.

## Discographie partielle[5]

### Singles / EPs
- 2012 : Jacked Up Funk (avec DJ Dan) [InStereo Recordings]
- 2013 : Ode To Oi [London Records]
- 2013 : What's Up Suckaz [Rising Music]
- 2013 : Don't Stop the Party (avec Pitbull) [Mr.305/Polo Grounds Music/RCA Records]
- 2014 : Come Back Down (avec Benji Madden) [Rising Music]
- 2014 : Bounce Generation (avec VINAI) [Spinnin Records]
- 2014 : Ass Hypnotized [Rising Music]
- 2014 : What's That Spell? (avec Dillon Francis) [Columbia (Sony)]
- 2015 : Mic Check (avec GTA) [Three Six Zero/Warner Bros.]
- 2015 : How Ya Feelin [Spinnin Records]
- 2015 : Brother (avec VINAI) [Omnir Records]
- 2016 : We Wanna Party (Feat. Savage) [Spinnin Records]
- 2016 : Freaks
- 2017 : Time To Jack
- 2017 : Higher State (avec Chris Bushnell)

### Remixes / Edits
- 2013 : Will Sparks - Ah Yeah (TJR Edit) [Rising Music]
- 2014 : Kiesza, Jack Ü - Take Ü There (feat. Kiesza) (TJR Remix) [OWSLA/Mad Decent]
- 2015 : Wale - The Girls On Drugs (TJR Remix) [Atlantic Records]
- 2015 : TJR - Ass Hypnotized (TJR Booty Remix) [Hit The Club]
- 2015 : Wale - The Girls On Drugs (TJR Remix) [Atlantic Records]